# 邁因 (魯伊納區)
36°03′03″N 1°45′30″E / 36.05083°N 1.75833°E
邁因（阿拉伯语：‎），是阿爾及利亞的城鎮，位於該國北部艾因迪夫拉省，由魯伊納區負責管轄，面積149平方公里，2008年人口12,835，人口密度每平方公里86人。